# Wolfgang A. Herrmann

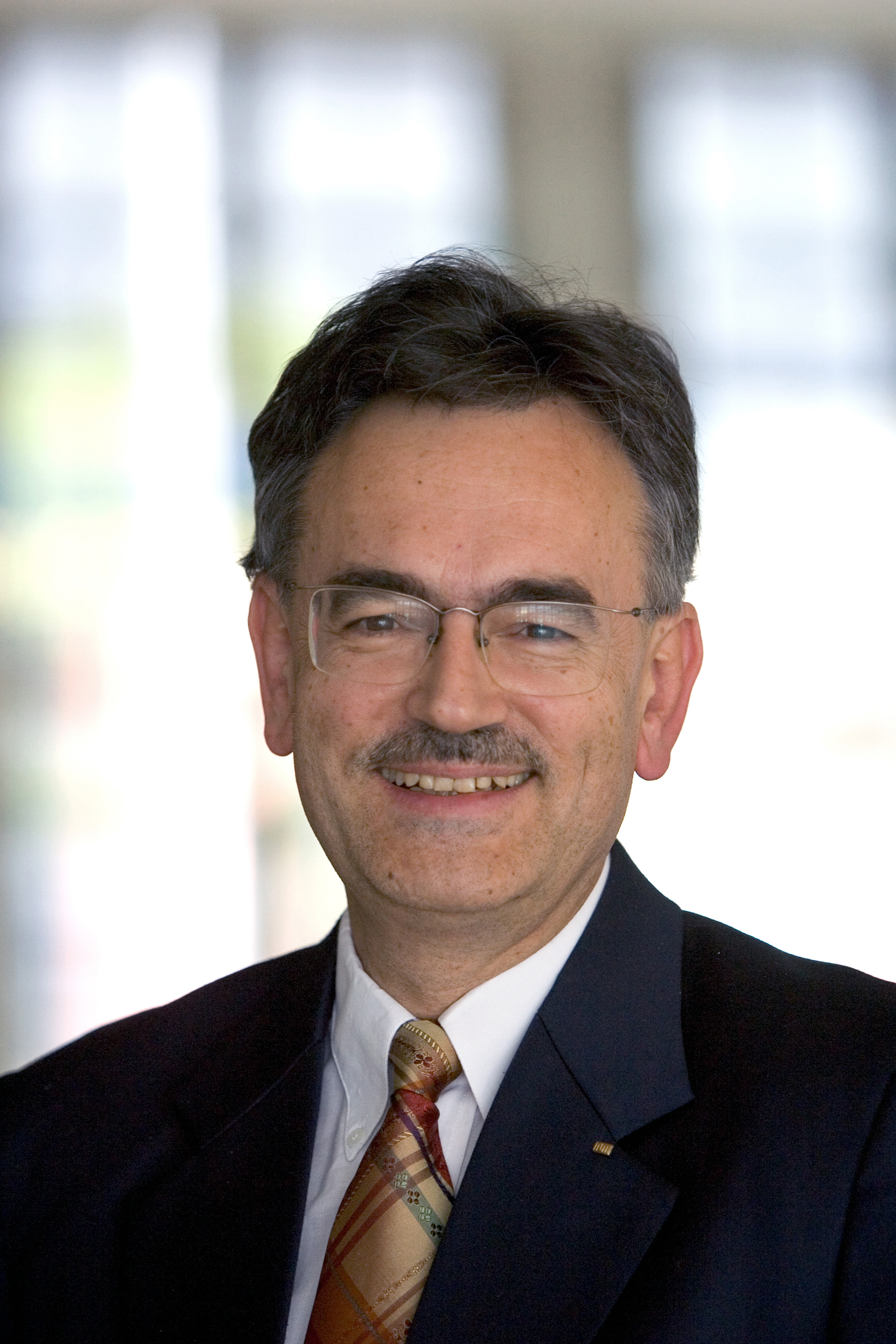
Wolfgang A. Herrmann (2007)

Wolfgang Anton Herrmann (* 18. April 1948 in Kelheim) ist ein deutscher Chemiker. Er war von 1995 bis 2019 Präsident der Technischen Universität München (TUM).

## Leben
Aufgewachsen als Sohn des Lehrers, Organisten und Kommunalpolitikers Ferdinand Herrmann (1918–1991) in der Dorfgemeinde Ihrlerstein, besuchte Herrmann das Donau-Gymnasium Kelheim, wo er 1967 das Abitur ablegte. Anschließend studierte er Chemie an der TH (ab 1970: TU) München als Stipendiat der Bischöflichen Studienstiftung Cusanuswerk, wo er 1971 beim späteren Nobelpreisträger Ernst Otto Fischer seine Diplomarbeit anfertigte. Er wurde 1973 mit einer Arbeit über optisch aktive Übergangsmetall-Komplexe bei Henri Brunner an der Universität Regensburg zum Dr. rer. nat. promoviert. Nach einem Forschungsstipendium der Deutschen Forschungsgemeinschaft (DFG) bei Philip Skell an der Pennsylvania State University (USA) von 1975 bis 1976 habilitierte er sich 1978 an der Universität Regensburg mit einer Experimentalarbeit über „Organometall-Synthesen mit Diazoalkanen“.
1979 erhielt er einen Ruf an die Universität Regensburg. 1982 wechselte er auf einen Lehrstuhl an der Johann Wolfgang Goethe-Universität Frankfurt am Main. 1985 wurde er Nachfolger von Ernst Otto Fischer auf dessen Lehrstuhl an der TU München und Vorstand am Anorganisch-Chemischen Institut. Von 1988 bis 1990 war er Dekan der Fakultät für Chemie.
Wolfgang Herrmann wurde 1995 Präsident der TU München und 1999, 2005, 2007 sowie 2013 wiedergewählt.
Herrmann wurde durch den Hochschulrat der TU München viermal wiedergewählt, jeweils einstimmig, zuletzt am 20. Februar 2013 (für weitere sechs Jahre). Von 2015 bis 2017 war er zugleich kommissarischer Rektor der Hochschule für Politik München (HfP), deren Trägerschaft durch den Bayerischen Landtag auf die Technische Universität München übertragen wurde (HfP-Gesetz zum 1. Dezember 2014). Herrmann war 2017–2019 der Vorsitzende der Strukturkommission, die das Gesamtkonzept zur Gründung der neuen Technischen Universität Nürnberg erarbeitete. Er ist Vorsitzender des Hochschulrats der TH Ingolstadt.
Er war Mitglied des Aufsichtsrats von Evonik Industries (Essen) und Mitglied des Kuratoriums der Bertelsmann Stiftung (Gütersloh) sowie Vorsitzender des Kuratoriums der TÜV-Süd-Stiftung und Vorsitzender des Aufsichtsrats der Bayerischen Forschungsallianz (München). 2008 wurde er in das Governing Board des „European Institute of Innovation and Technology“ (EIT) berufen, einer Neugründung durch die Europäische Union. Nachdem er 2014–2020 Vorsitzender des Zukunftsrats der Bayerischen Wirtschaft (vbw) war, leitet er ab 2021 den Gründungsbeirat des Deutschen Zentrums Mobilität der Zukunft. Er ist seit 2019 Vorsitzender des Innovationsbeirats der Sächsischen Staatsregierung.
Herrmann war Mitglied der 11. Bundesversammlung (1999).
Er ist Mitglied der Nationalen Akademie der Wissenschaften Leopoldina (seit 1995), der acatech – Nationale Akademie der Technikwissenschaften, der Royal Swedish Academy of Engineering Science, der Akademie der Wissenschaften und der Literatur Mainz, des Kuratoriums der Konrad-Adenauer-Stiftung, des Kuratoriums der Roland Berger-Stiftung, des Senats der Max Planck-Gesellschaft und seit 2023 Mitglied im Board of Trustees der Nanyang Technical University Singapore (NTU).
Im August 2010 positionierte sich Herrmann als einer von 40 Unterzeichnern des Energiepolitischen Appells, einer Lobbyinitiative der großen Stromkonzerne RWE, Vattenfall und E.ON, um die Laufzeitverlängerung deutscher Kernkraftwerke voranzubringen. Gleichzeitig setzt er sich für die „Grünen Technologien“ ein, die an der TU München langfristig als Forschungsschwerpunkte angelegt sind, z. B. Elektromobilität, Energieeffizientes Bauen und Planen.
Seit dem 14. Juni 2015 ist Herrmann auch Ehrenmitglied der katholischen Studentenverbindung KDStV Vindelicia München im Cartellverband.
Am 30. September 2019 übergab Herrmann als längstamtierender Präsident einer deutschen Universität nach 24 Jahren als Präsident der TU München sein Amt an seinen Nachfolger Thomas F. Hofmann.

## Persönliches
Herrmann ist seit seiner Jugend ehrenamtlicher Organist und trat als solcher in den jährlichen TUM-Adventsmatineen und in Kirchenkonzerten auf.
Herrmann ist Vater von fünf Kindern. Sein Sohn Florian Herrmann ist Abgeordneter und seit 2018 Leiter der Bayerischen Staatskanzlei sowie Staatsminister.

## Kritik
In die Kritik geriet Herrmann 1998, als er beim Ball des Wiener Korporationsrings mit dem „Ehrenschutz“ die Schirmherrschaft übernahm. Herrmann wurde vorgeworfen, damit indirekt die im WKR vertretenen Burschenschaften unterstützt zu haben, darunter die von Medien und Politikern als rechtsradikal eingeschätzte Teutonia. Politiker von SPD und Grünen forderten seinen Rücktritt. Der Journalist Josef Joffe sah in den Vorwürfen eine politisch motivierte Verleumdung durch den Grünen-Abgeordneten Christian Magerl. Das zuständige bayerische Ministerium stellte sich hinter Herrmann.
Anfang 2001, kurz vor seiner ersten Wiederwahl als TU-Präsident, war Herrmann designierter bayerischer Staatsminister für Gesundheit, Ernährung und Verbraucherschutz. Aufgrund eines laufenden Ermittlungsverfahrens wegen Steuerhinterziehung sagte er kurz vor der Ernennung ab. Infolge des Ermittlungsverfahrens wurde Herrmann mit einer Geldstrafe von 45.000 Mark belegt.
2015 wurde Herrmann wegen seines Vorhabens kritisiert, für nahezu jeden Masterstudiengang der TU München die Lehrsprache auf Englisch umzustellen. Der Verein Deutsche Sprache würdigte diese Pläne mit dem Negativpreis „Sprachpanscher des Jahres“.

## Wissenschaftliche Werke
Die Fach- und Arbeitsgebiete Herrmanns sind die Metallorganische Chemie und Katalyse, die industriellen Katalyseprozesse, ferner Metall-Metall-Mehrfachverbindungen sowie Mehrfachverbindungen zwischen Übergangsmetallen und Hauptgruppenelementen, Organolanthanoid-Komplexe, wasserlösliche Katalysatoren, anorganische und organische Werkstoffe sowie Metalleffekte in biologischen Systemen.
Herrmann arbeitete auf dem Gebiet der Metallorganischen Chemie, wo seine Forschung sich auf die präparative Erschließung neuer Stoffklassen und zur Entwicklung wasserlöslicher metallorganischer Katalysatoren für die industrielle Anwendung richtete. Auch entdeckte er, dass N-Heterocyclencarbene eine strukturell vielseitig modifizierbare neuartige Ligandenklasse zur effizienten Steuerung katalytischer Prozesse an Metallzentren sind (sog. Organometall-Katalyse). Für Anwendungen in der industriell bedeutsamen Olefinmetathese wurden Patente erteilt, deren Prioritätsansprüche sich gegenüber den strukturanalogen sog. Grubbs-Katalysatoren der Materia Inc. in einem jahrelangen Patentstreitverfahren 2017 in den USA durchsetzten.
Herrmanns wissenschaftliches Werk ist in bisher mehr als 790 Originalpublikationen und zahlreichen Übersichtsartikeln sowie Buchbeiträgen niedergelegt; seine Fachpublikationen wurden bisher über 55.000 mal zitiert (h-Index von 109, Stand 7. Februar 2025). Unter Herrmanns wissenschaftlicher Anleitung sind bisher ca. 150 Dissertationsarbeiten entstanden. Mehrere seiner Schüler wurden auf Lehrstühle berufen, unter anderen: Jun Okuda (RWTH Aachen), Roland A. Fischer (Uni Bochum, seit 2015 Herrmanns Nachfolger an der TU München), Werner R. Thiel (TU Kaiserslautern), Peter W. Roesky (KIT Karlsruhe), Alexander Filippou (Uni Bonn), Matthias Wagner (Uni Frankfurt/Main).
Er wirkte bei der Veröffentlichung der dreibändigen Monographie „Applied Homogeneous Catalysis with Organometallic Compounds“ (Hrsg. Boy Cornils, Wolfgang A. Herrmann; 2. Aufl. VCH-Wiley 2002), das 1996 erstmals erschien, des 5-bändigen Standardwerks „Catalysis from A to Z“ (5. Auflage, VCH-Wiley, 2019), sowie der 10-bändigen Serie „Synthetic Organometallic and Inorganic Chemistry“ (Hrsg. Wolfgang A. Herrmann; Thieme-Verlag 1995–2001) mit. 1993–2013 war er Herausgeber bei der internationalen Fachzeitschrift Journal of Organometallic Chemistry.
Zu seinen ehrenamtlichen Funktionen gehörte von 1998 bis Mai 2014 der Vorsitz des Verwaltungsrats des Deutschen Museums München. Von 2002 bis 2004 war er Vorsitzender der Bayerischen Rektorenkonferenz und von 2004 bis 2005 Vorsitzender der Universität Bayern e. V., deren Gründung als Zusammenschluss der bayerischen Universitäten er initiierte. Seit 2006 ist er Mitglied im Beirat „Frauen in der Wissenschaft“ der Robert-Bosch-Stiftung. Er war bis 2019 Chairman der „Global Tech Universities Alliance“, dem Zusammenschluss von 11 internationalen technischen Spitzenuniversitäten.

## Ehrendoktoren (Auswahl aus 13)
- Lyon, Frankreich
- Veszprém, Ungarn
- Lissabon, Portugal
- Nanjing, China
- Texas A&M University, USA (2006)
- Moskau, Russland (Moscow Bauman State University; 2008)
- Singapur (Nanyang Technological University, Singapore)[31]

## Ehrungen und Auszeichnungen (Auswahl)
- Karl-Winnacker-Dozentenstipendium (1979)[32]
- Gottfried-Wilhelm-Leibniz-Preis der Deutschen Forschungsgemeinschaft (1986)
- Alexander-von-Humboldt-Preis (1989)
- Otto Bayer-Preis (1990; mit Kurt Peter C. Vollhardt)
- Max-Planck-Forschungspreis (1991; mit Jean-Marie Basset)
- Pino-Medaille der Società Chimica Italiana (1994)
- Bundesverdienstkreuz am Bande (1997)
- Werner-Heisenberg-Medaille der Alexander von Humboldt-Stiftung (2000)
- Officier de l’Ordre d’Honneur des französischen Staatspräsidenten (2000)
- American Chemical Society (ACS) Award in Organometallic Chemistry (2004)[33]
- Bayerischer Verdienstorden (2007)
- Hochschulmanager des Jahres (2009)
- Hochschulpräsident des Jahres (Deutscher Hochschulverband, März 2012)
- Bayerischer Maximiliansorden für Wissenschaft und Kunst (2012)[34]
- Ehrenbürgerwürde der Wissenschaftsstadt Burghausen (2016)[35]
- Ehrenbürgerwürde der Universitätsstadt Straubing (2017)[36]
- Montgelas-Preis (Prix Montgelas) für bayerisch-französische Zusammenarbeit (2018)[37]
- Georg-Maurer-Medaille des Universitätsklinikums rechts der Isar, München, 2018
- Verdienstmedaille „Pro Meritis Scientiae et Litterarum“ des Bayerischen Staatsministeriums für Wissenschaft und Kunst, 2019
- Ehrenvorsitzender der Universität Bayern e. V. und Christoph-Mendel-von-Steinfels-Medaille[38]
- Dr.-Karl-Wamsler-Innovationspreis der Clariant AG, 2019[39]
- Commandeur de la Legion d’Honneur (C. LH), Ehrenlegion der Republik Frankreich (2019)
- Ehrenpräsident der New Uzbekistan University[40]
- Europamedaille für besondere Verdienste um den Freistaat Bayern in Europa und der Welt (2022)[41]
- Mitglied der Academia Europaea (2024)

## Belege
1. ↑  Informationen zu und akademischer Stammbaum von Wolfgang A. Herrmann bei academictree.org, abgerufen am 10. Februar 2018.
2. ↑  Wissenschaftsminister Dr. Ludwig Spaenle setzt Strukturkommission für die Neugründung einer Universität Nürnberg ein – „Gründung der Universität Nürnberg einmalige Chance in der neueren deutschen Universitätsgeschichte“ | Bayerisches Landesportal. Abgerufen am 28. Juni 2020.
3. ↑  Pressemitteilung TH Ingolstadt v. 21. 1. 2021; Donaukurier Ingolstadt vom 21. Januar 2021.
4. ↑  Prof. Wolfgang A. Herrmann ins Kuratorium der Bertelsmann Stiftung berufen. In: Die Stiftung. 28. Juni 2015, abgerufen am 18. Mai 2020.
5. ↑  Pressemitteilung Bundesministerium für Verkehr und Digitale Infrastruktur Nr. 5/2021 vom 20. Januar 2021; SZ München vom 22. Januar 2021.
6. ↑  Ministerpräsident Kretschmer beruft „Innovationsbeirat Sachsen“. Sächsische Staatskanzlei, 19. August 2019, abgerufen am 26. Mai 2022 (Pressemitteilgung). 
 Strukturentwicklung in Sachsen: Innovationsbeirat diskutiert Zukunftsthemen für den Freistaat. Sächsische Staatskanzlei, 8. Februar 2021, abgerufen am 26. Mai 2022 (Pressemitteilgung).
7. ↑  Mitgliedseintrag von Prof. Dr. Wolfgang A. Herrmann (mit Bild und CV) bei der Deutschen Akademie der Naturforscher Leopoldina, abgerufen am 24. Mai 2016.
8. ↑  Wolfgang A. Herrmann Technische Universität München. In: acatech. Abgerufen am 28. Juni 2020 (deutsch).
9. ↑  Mitgliedseintrag von Wolfgang A. Hermann bei der Akademie der Wissenschaften und der Literatur Mainz, abgerufen am 11. Oktober 2017.
10. ↑  Kuratorium Stand: März 2011 (Memento vom 5. November 2011 im Internet Archive), Konrad-Adenauer-Stiftung.
11. ↑  Das Kuratorium. In: Roland Berger Stiftung. Abgerufen am 15. Januar 2023.
12. ↑  Vereinsorgane. Abgerufen am 28. Juni 2020.
13. ↑  Board of Trustees, auf ntu.edu.sg
14. ↑  TUMCampus 2/2011, S. 3.
15. ↑  ACADEMIA, Cartellverband der katholischen deutschen Studentenverbindungen, Ausgabe 5/2014 – 107. Jahrgang.
16. ↑  Stabwechsel an der Spitze der TUM. Abgerufen am 30. September 2019.
17. ↑  Heike Schmoll: Kein Tagwerk ohne Plan. In: FAZ. 26. August 2019, abgerufen am 1. Juli 2025.
18. ↑  PNP.de: Wegen Raitenhaslach: Ehrenring für TU-Präsident Herrmann. Abgerufen am 24. Mai 2025.
19. ↑  Clemens Hagen: Erstes Duo-Interview: Wie der Vater Herrmann, so der Sohn? In: abendzeitung-muenchen.de. 7. Oktober 2019, abgerufen am 2. Juli 2025.
20. ↑  Süddeutsche Zeitung: TU-Präsident beehrt nationalliberale Burschenschaft. Abgerufen am 21. April 2009 (nicht mehr online verfügbar).
21. ↑  Bündnis 90/Die Grünen: Münchner TU-Präsident gab dem 45. Ball der nationalliberalen Korporationen Wiens „Ehrenschutz“. Archiviert vom Original am 25. August 2010; abgerufen am 21. April 2009.
22. ↑  Jungle World: Ein rechter Atombursche. Archiviert vom Original am 10. Oktober 2008; abgerufen am 21. April 2009.
23. ↑  Süddeutsche Zeitung: „Wem es an Argumenten fehlt“, 6. April 1998
24. ↑  Michael Hilbig: Pleiten, Pech und Pannen – Turbulenzen in Bayern erschüttern auch Edmund Stoiber. In: Focus. 13. November 2013, abgerufen am 26. Mai 2022.
25. ↑  Jochen Leffers: Münchner Sandkastenspiele. In: Der Spiegel. 6. Dezember 2002, abgerufen am 16. April 2011.
26. ↑  Präsident der TU München ist der Sprachpanscher des Jahres 2015, abgerufen am 12. Juli 2018
27. ↑  a) Erstes Beispiel: W. A. Herrmann, M. Elison, J. Fischer, Ch. Köcher, G. R. J. Artus, Angew. Chem. Int. Ed., Engl. Jg. 1995, Bd. 34, S. 2371–2374;
b) Übersicht: W. A. Herrmann: N-Heterocyclic Carbenes – A New Concept in Organometallic Catalysis, ibid. Jg. 2002, Bd. 41, S. 1290–1309, und zitierte Literatur.
28. ↑  Alkylidenkomplexe des Rutheniums mit N-heterocyclischen Carbenliganden und deren Verwendung als hochaktive, selektive Katalysatoren in der Olefin-Metathese, DE 19815275.2 (Erf. W. A. Herrmann, W. Schattenmann, Th. Weskamp), Aventis/Evonik Degussa GmbH, Prior. 6.4.1998; US-Pat. 7.378.528.
29. ↑  a) Marc S. Reisch: Materia, Evonik end dispute. In: c&en – chemical & engineering news. 23. Oktober 2017, abgerufen am 26. Mai 2022 (englisch). 
 b) Evonik gewinnt US Patentverletzungsverfahren gegen Materia Inc. Evonik, 1. Februar 2017, abgerufen am 26. Mai 2022 (Pressemitteilung).
30. ↑  Author profile: Wolfgang A Herrmann. In: webofscience.com. Abgerufen am 7. Februar 2025 (englisch).
31. ↑  Ehrendoktorwürde aus Singapur. Abgerufen am 28. Juni 2020.
32. ↑  Die Preisträger des Karl-Winnacker-Stipendiums (Memento vom 21. Februar 2014 im Internet Archive), S. 80
33. ↑  ACS Award in Organometallic Chemistry Recipients. In: acs.org. Abgerufen am 27. Januar 2024.
34. ↑  Pressemitteilung der bayerischen Staatsregierung über die Verleihung, abgerufen am 8. Dezember 2012 (Memento vom 9. Dezember 2015 im Internet Archive)
35. ↑  Wolfgang Herrmann ist Burghauser Ehrenbürger. In: Passauer Neue Presse (Burghausen). 17. April 2016, abgerufen am 9. August 2022. 
 Präsident der TUM für Engagement zum Kloster Raitenhaslach geehrt: Ehrenbürgerwürde der Stadt Burghausen für Wolfgang A. Herrmann. In: TUM Campus. 18. April 2016, abgerufen am 9. August 2022.
36. ↑  Monika Schneider-Stranninger: „Einer von uns“: Ehrenbürgerwürde für Prof. Wolfgang Herrmann. In: Straubinger Tagblatt. 20. Oktober 2017, abgerufen am 9. August 2022.
37. ↑  Montgelas-Preis für TUM-Präsidenten. In: tum.de. Technische Universität München, 23. Januar 2018, abgerufen am 22. Mai 2024.
38. ↑  Pressemitteilung Universität Bayern, 11. Juli 2019
39. ↑  TUM zeichnet herausragende Persönlichkeiten aus, 16. September 2019, abgerufen am 7. November 2019.
40. ↑  Prof. Wolfgang A. Herrmann. In: TUM International GmbH. TUM International GmbH, abgerufen am 19. August 2024.
41. ↑  Folgende Persönlichkeiten wurden 2022 mit der Medaille für besondere Verdienste um den Freistaat Bayern in Europa und der Welt ausgezeichnet:. (pdf; 10 KB) Abgerufen am 27. Januar 2024.

| Personendaten    | Personendaten                                |
| ---------------- | -------------------------------------------- |
| NAME             | Herrmann, Wolfgang A.                        |
| ALTERNATIVNAMEN  | Herrmann, Wolfgang Anton                     |
| KURZBESCHREIBUNG | deutscher Chemiker, Präsident der TU München |
| GEBURTSDATUM     | 18. April 1948                               |
| GEBURTSORT       | Kelheim, Niederbayern                        |